# Van Hool A508
De Van Hool A508 is een midibustype van de Belgische fabrikant Van Hool. De bussen hebben twee deuren en de motor zit horizontaal of verticaal (afhankelijk van de uitvoering) tussen de assen. Deze bussen zijn de midibusversie van de Van Hool A500 en zijn vaak geleverd met een deur achter in de bus. Echter zijn er ook enkele bussen gebouwd met een deur in het midden speciaal voor de DVM.
De A508 is bijna 9 meter lang en 2,245 meter breed. De breedte van de bus is kleiner dan die van een normale stadsbus. Dit maakt de bus uitermate geschikt voor smalle straten. De A508F is ongeveer 50 mm kleiner dan de A508 en de vervolgserie ervan.

## Technische specificaties
| Typeaanduiding                               | A508                     | A508F                    |
| -------------------------------------------- | ------------------------ | ------------------------ |
| Bouwjaren                                    | 1990-1996                | 1997-2001                |
| Carrosserie                                  | Van Hool A508            | Van Hool A508F           |
| Motor                                        | Man D0826 TOH            | Man D0824 LOH05          |
| Ligging motor                                | Horizontaal              | Verticaal                |
| Versnellingsbak                              | Automaat Voith ZF 5HP500 | Automaat Voith ZF 5HP500 |
| Totale lengte                                | 8 940 mm                 | 8 890 mm                 |
| Totale breedte                               | 2 245 mm                 | 2 245 mm                 |
| Hoogte (excl. dakunit)                       | 2 880 mm                 | 2 900 mm                 |
| Wielbasis                                    | 4 000 mm                 | 4 000 mm                 |
| Ledig gewicht(afhankelijk van de uitvoering) | 8 450 kg                 | 8 450 kg                 |
| Aantal zitplaatsen                           | 18 - 22                  | 16 - 20                  |
| Aantal staanplaatsen                         | 38 - 42                  | 40 - 44                  |
| Capaciteit                                   | ca. 60 personen          | ca. 60 personen          |

## Nederland
In Nederland reed dit bustype rond bij DVM en GVA. In 1992 bestelde DVM 7 bussen voor de stadsdienst van Emmen. Na de fusie met NWH reden de bussen bij DVM/NWH, in 1996 toen het bedrijf met FRAM ging fuseren tot VEONN bleven de bussen ook in dienst. Ook toen de VEONN in 1999 in NoordNed/Arriva opging, bleven de bussen rijden tot juni 2004 toen in Groningen en Drenthe de nieuwe concessie inging. De bussen deden voor het laatst dienst op de Citybuslijnen in Groningen.
GVA bestelde in 1992 voor de stadsdienst in Arnhem 6 bussen, die na de fusering met GSM tot GVM nog enkele jaren in dienst bleven.
In mei 1995 reed er tijdelijk een exemplaar rond bij SVD. Deze bus was tijdelijk gehuurd van DVM/NWH op proef voor de levering van nieuwe bussen.

## België
In België komt deze bustype voor bij zowel de vervoersmaatschappij De Lijn als bij TEC.

## Overige landen
Naast België en Nederland zijn er ook bussen geëxporteerd naar andere landen zoals naar Aken in Duitsland, Frankrijk en Luxemburg.

## Inzetgebieden
| Land      | Bedrijf            | Type  | Serie         | Aantal | Bouwjaar   | Inzet                  | Opmerking |
| --------- | ------------------ | ----- | ------------- | ------ | ---------- | ---------------------- | --- |
| België    | De Lijn            | A508  | 2700 - 2734   | 35     | 1991       | Verschillende gebieden | Buiten dienst De 2726 werd in 2002 omgevormd tot infobus (7922)                                                       |
| België    | De Lijn            | A508  | 2815 - 2818   | 4      | 1992       | Verschillende gebieden | Buiten dienst |
| België    | Dierickx Airport   | A508  | 86            | 5      | 1992       | Brussels Airport       | Deed dienst als vervoer voor personeel op de luchthaven                                                               |
| België    | TEC                | A508F | 3951 - 3957   | 7      | 1992       | Henegouwen             | |
| België    | TEC                | A508F | 3960 - 3976   | 17     | 1996       | Henegouwen             | |
| België    | TEC                | A508F | 4.250 - 4.254 | 5      | 1997       | Namen - Luxemburg      | In speciale P+R-kleurstelling                                                                                         |
| België    | TEC                | A508  | 4.255 - 4.256 | 2      | 1990       | Namen - Luxemburg      | Buiten dienst ex-ASEAG 1 - 2                                                                                          |
| België    | TEC                | A508F | 5.122 - 5.123 | 2      | 1996       | Luik                   | |
| België    | TEC                | A508  | 5.124 - 5.125 | 2      | 1991       | Luik                   | Buiten dienst ex-ASEAG 9 - 10 5.125: Museum voor het Openbaar Vervoer van Wallonië                                    |
| België    | TEC                | A508F | 7097 - 7098   | 2      | 1997       | Charleroi              | |
| België    | TEC                | A508  | 7110 - 7115   | 6      | 1990       | Charleroi              | ex-ASEAG 3 - 8 |
| België    | TEC                | A508  | 7116 - 7117   | 2      | 1994       | Charleroi              | |
| Duitsland | ASEAG              | A508  | 1 - 8         | 8      | 1990       | Aken                   | Verkocht aan TEC |
| Duitsland | ASEAG              | A508  | 9 - 10        | 2      | 1991       | Aken                   | verkocht aan TEC 9: Museum voor het Openbaar Vervoer van Wallonië (als No. 10)                                        |
| Frankrijk | TRACE              | A508  | ??            | 1      | ??         | Colmar                 | |
| Litouwen  | Vilniaus Autobusai | A508  | 037, 064, ??  | ??     | 1989, 1990 | Vilnius                | |
| Nederland | Arriva             | A508  | 6009-6010     | 2      | 1991 1992  | Verschillende regio's  | Buiten dienst Historie: DVM, DVM/NWH, VEONN, Noordned Hebben een deur midden in de bus in plaats van achter in de bus |
| Nederland | Arriva             | A508  | 6012-6015     | 4      | 1991 1992  | Verschillende regio's  | Buiten dienst Historie: DVM, DVM/NWH, VEONN, Noordned Hebben een deur midden in de bus in plaats van achter in de bus |
| Nederland | GVM                | A508  | 93-99         | 7      | 1989-1990  | Stadsdienst Arnhem     | ex-GVA |